# Listă de sculptori ruși
Aceasta este o listă de sculptori ruși.

## A
- Aleksander Arhipenko (1887-1964)

## G
- Naum Gabo (1890-1977)

## L
- El Lisicki (1890-1941)

## P
- Antoine Pevsner (1886-1962)

## R
- Ilia Repin (1844-1930)

## S
- Vadim Sidur (1924-1986)

## Š
- Fedot Šubin (1740-1805)

## T
- Vladimir Tatlin (1895-1956)
- Pavel Trubeckoj (1866-1938)

## Z
- Osip Zadkin (1890-1967)